# 张盛德
张盛德（Chang Sang Teck，1967年12月16日—，昵称阿德）是一位马来西亚华语乐坛歌手、词曲创作人和音乐制作人，马来西亚华语流行音乐圈内美誉为“大马李宗盛”。张盛德毕业于马来西亚艺术学院纯美术系，与周金亮等志合于1987年创立激荡工作坊，1990年代为另类音乐人成员。
早期推动过校园歌曲创作比赛“海螺新韵奖”及“红花原创大奖”，并且创立海螺民歌餐厅，推动本地华语原创流行音乐的风气。 另类音乐人解散后，张盛德成为专职词曲作家及制作人，曾经是陈庆祥的经纪人。2016年复出演唱，推出个人专辑《我是好命人》； 2018年，与周金亮拍档组合“大费周张”。2020年，和周金亮以《大费周张》的名义，推出了《一颗种籽》的专辑。2022年，推出了第二张个人专辑《天命》。